# Завод азотних добрив у Даммамі
Завод азотних добрив у Даммамі – колишнє підприємство нафтохімічної промисловості, яке працювало на східному узбережжі Саудівської Аравії.
В 1969-му на майданчику заводу ввели в дію виробництво аміаку та сечовини добовою потужністю 600 тон та 1100 тон відповідно (номінальна річна потужність при цьому рахувалась на рівні 202 тисячі тон та 330 тисяч тон відповідно).
В 1971-му також стало до ладу виробництво сульфатної кислоти добовою потужністю 50 тон. В 1980-му ввели в дію значно потужнішу лінію, здатну щорічно продукувати 100 тисяч тон цієї кислоти. Постачальником сірки при цьому виступав нещодавно споруджений газопереробний завод Беррі. 
У 1985-му комплекс доповнили виробництвом меламіну річною потужністю 20 тисяч тон (сировиною для отримання меламіну є сечовина). 
Завод став першим хімічним підприємством країни, спорудженим задля монетизації ресурсів природного газу. Можливо також відзначити, що з 1974-го природний газ до Даммаму подавали по трубопроводу Абкайк – Даммам. 
Проект реалізувала Saudi Arabian Fertilizer Company (SAFCO), що є дочірньою структурою нафтохімічної корпорації SABIC. В подальшому головним виробничим майданчиком SAFCO став Джубайль (кілька десятків кілометрів на північ по узбережжю від Даммама), тоді як завод в Даммамі з плином часу опинився посеред міської забудови, через що був у 2008 році закритий.